# Ligne de Châteauneuf-sur-Charente à Saint-Mariens - Saint-Yzan
La ligne de Châteauneuf-sur-Charente à Saint-Mariens - Saint-Yzan est une ligne ferroviaire du Sud-Ouest de la France non électrifiée, à écartement standard, et à voie unique. Elle reliait la gare de Châteauneuf-sur-Charente (Charente) à celle de Saint-Mariens - Saint-Yzan (Gironde), en desservant notamment Barbezieux, Chevanceaux et Clérac.
Déclassée dans sa partie nord, elle constitue la ligne 580 000 du réseau ferré national.

## Historique
La section de Châteauneuf à Barbezieux est concédée à la Compagnie du chemin de fer de Barbezieux à Châteauneuf par une convention signée le 13 août 1868 entre le conseil général de la Charente et la compagnie. Cette convention est approuvée par décret impérial le 15 mai 1869 qui déclare la ligne d'utilité publique à titre d'intérêt local.
La loi du 17 juillet 1879 (dite plan Freycinet) portant classement de 181 lignes de chemin de fer dans le réseau des chemins de fer d’intérêt général retient en n° 84, une ligne de « Barbezieux à un point à déterminer entre Montendre et Cavignac ».
La section de Châteauneuf à Barbezieux est reclassée dans le réseau d'intérêt général par une loi le 21 juin 1893.
La section de Barbezieux à Saint-Mariens est déclarée d'utilité publique à titre d'intérêt général par une loi le 26 avril 1900.

### Dates de mise en service
La ligne a été ouverte en deux étapes :
- De Châteauneuf à Barbezieux le 20 novembre 1872.
- De Barbezieux à Saint-Mariens - Saint-Yzan en novembre 1907.

### Fermeture au service des voyageurs
Le service des voyageurs a été supprimé le 1er septembre 1938. Cependant, quelques trains ont circulé pendant la guerre de 1939-1945.

### Dates de déclassement
- De Châteauneuf-sur-Charente à Barbezieux (PK 0,370 à 17,885), le 19 octobre 1967[6] ; la voie est alors déposée.
- Section à Barbezieux (PK 17,885 à 18,145) le 29 octobre 1970[7]
- De Barbezieux à Orignolles - Montguyon (PK 18,145 à 49,300), le 18 septembre 1992[8]
- D'Orignolles - Montguyon à Clérac-Charente (PK 49,300 à 53,500), le 17 octobre 1994[9]

Depuis 1994, la voie est déposée entre Barbezieux et Clérac et l'emprise est aménagée ultérieurement en piste cyclable.
En 2012, des travaux sont engagés pour déplacer la ligne existant encore entre Clérac et Saint-Yzan de Soudiac, afin de pouvoir maintenir l'activité de fret d'une société de production d'argile blanche, AGS. La réouverture de celle-ci était envisagée au plus tard pour 2016, année de mise en service de la LGV Sud Europe Atlantique. Malheureusement, le transport routier étant employé depuis ces 4 années de travaux a définitivement enterré l'hypothétique remise en service de ce tronçon.

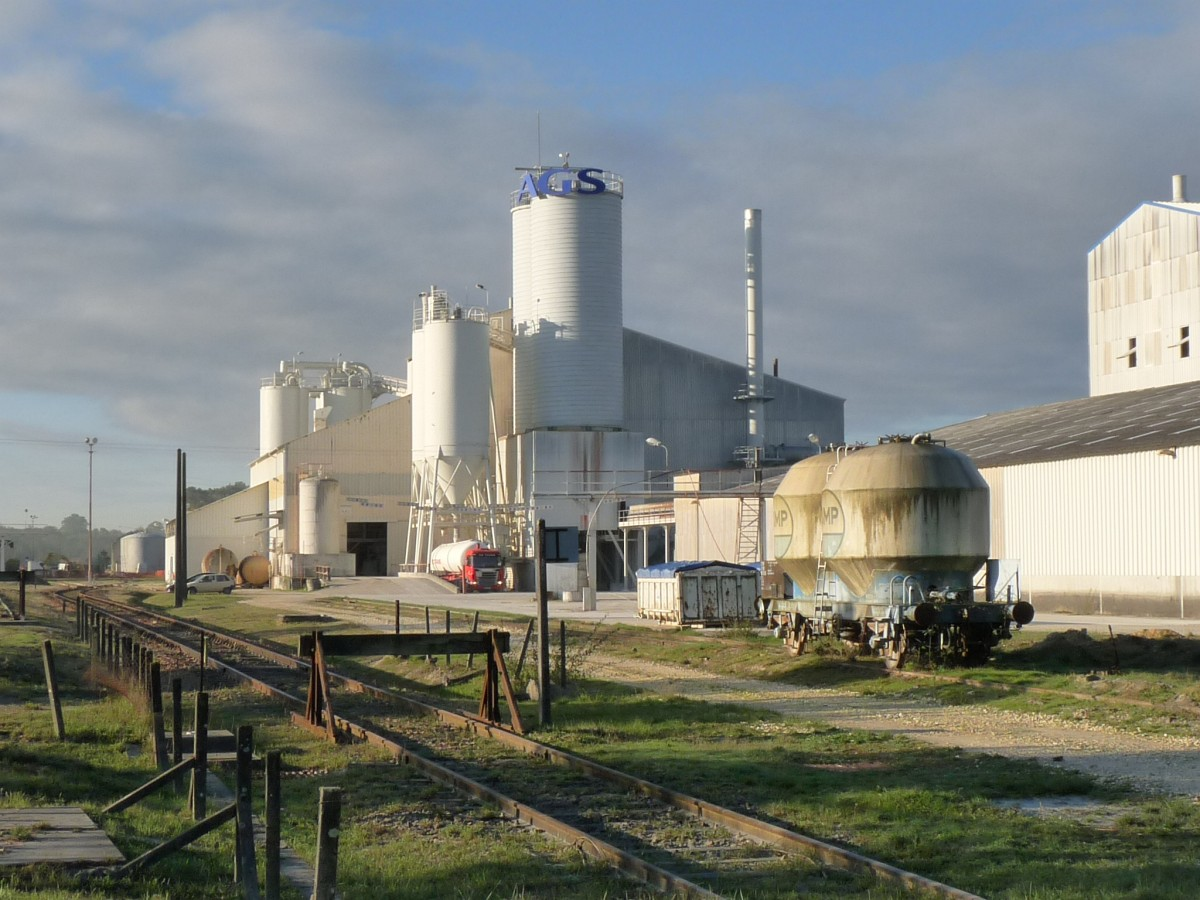
Le terminus de la ligne en 2012, près de la gare de Clérac
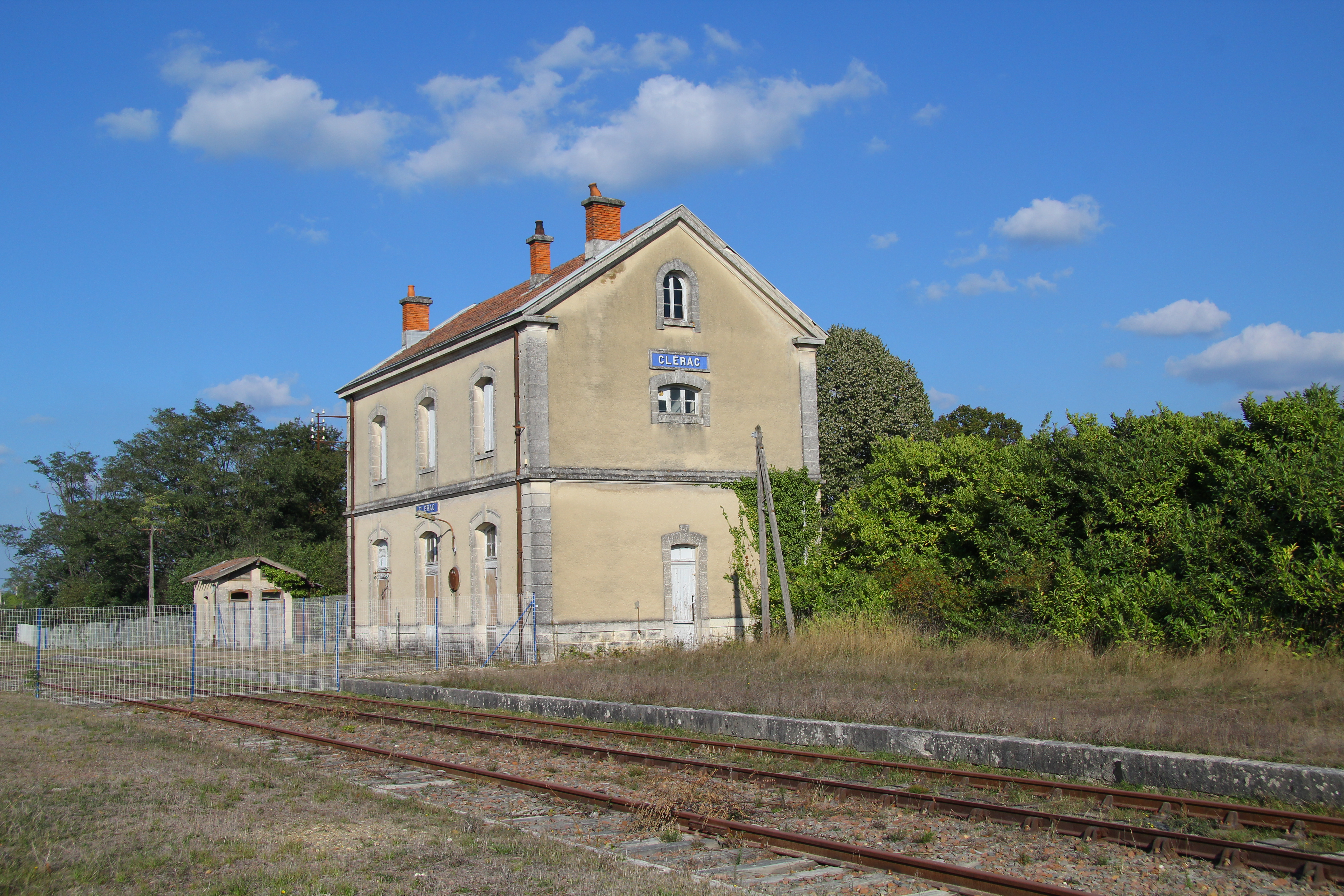
Gare de Clérac en octobre 2016. Le site et les voies sont désormais condamnés et ceinturés par une clôture métallique.
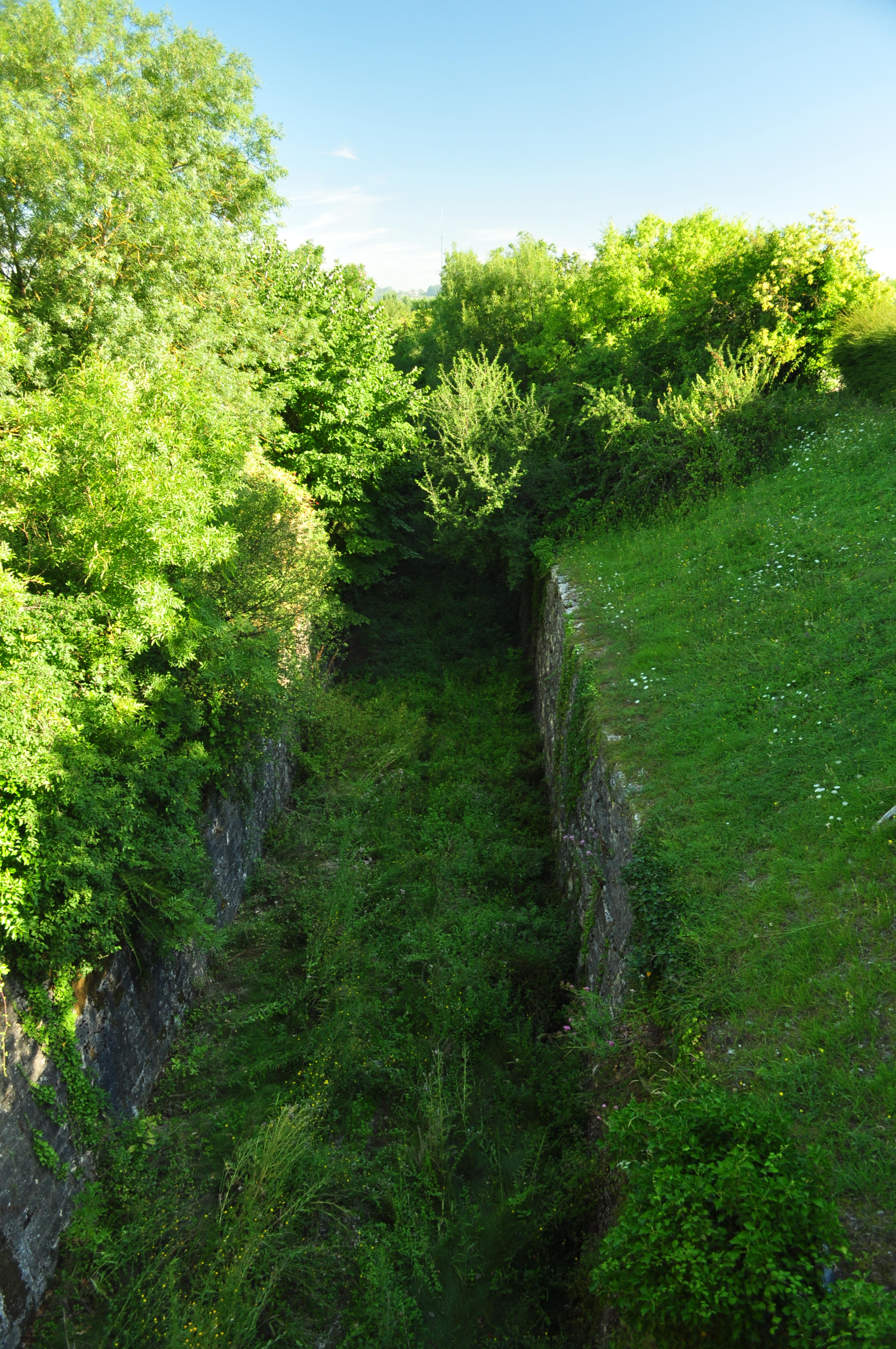
Tranchée désaffectée à Châteauneuf-sur-Charente